# Dubăsarii Vechi
Dubăsarii Vechi es una comuna y pueblo de la República de Moldavia ubicada en el distrito de Criuleni.
En 2004 la comuna tiene una población de 6050 habitantes, la casi totalidad de los cuales son étnicamente moldavos-rumanos. Es la segunda localidad más importante del distrito tras la capital distrital Criuleni.
Se conoce su existencia desde el siglo XV. El astrónomo Nicolae Donici estableció aquí un observatorio en 1908.
Se ubica a orillas del río Dniéster 20 km al noreste de Chisináu.